# Vienna Open 2024 - Doppio
Il doppio del torneo di tennis professionistico Vienna Open 2024, facente parte della categoria ATP Tour 500 nell'ambito dell'ATP Tour 2024, si è giocato alla Wiener Stadthalle di Vienna, in Austria, dal 21 al 27 ottobre 2024. Tra i partecipanti erano assenti Rajeev Ram e Joe Salisbury, i detentori del titolo, che hanno partecipato al concomitante torneo di Basilea.
In finale Alexander Erler e Lucas Miedler hanno sconfitto Neal Skupski e Michael Venus con il punteggio di 4-6, 6-3, [10-1].

## Teste di serie
1. Marcelo Arévalo /  Mate Pavić (primo turno)
2. Rohan Bopanna /  Matthew Ebden (quarti di finale)

1. Harri Heliövaara /  Henry Patten (semifinale)
2. Nathaniel Lammons /  Jackson Withrow (quarti di finale)

## Wildcard
1. Alexander Erler /  Lucas Miedler (campioni)

1. Robin Haase /  Alexander Zverev (primo turno)

## Qualificati
1. Lukáš Klein /  Jozef Kovalík (quarti di finale)

## Tabellone

### Legenda
| - Q = Qualificato - WC = Wild card - LL = Lucky loser | - ALT = Alternate - SE = Special Exempt - PR = Protected Ranking | - w/o = Walkover - r = Ritirato - d = Squalificato |

|  | Primo turno | Primo turno           | Primo turno           | Primo turno | Primo turno |  |  | Quarti di finale | Quarti di finale      | Quarti di finale      | Quarti di finale      | Quarti di finale  |   |      | Semifinali | Semifinali                    | Semifinali           | Semifinali                 | Semifinali |   |     | Finale | Finale | Finale | Finale | Finale |  |
|  |             |                       |                       |             |             |  |  |                  |                       |                       |                       |                   |   |      |            |                               |                      |                            |            |   |     |        |        |        |        |        |  |
|  | 1           | M Arévalo M Pavić     | M Arévalo M Pavić     | 3           | 4           |  |  |                  |                       |                       |                       |                   |   |      |            |                               |                      |                            |            |   |     |        |        |        |        |        |  |
|  |             | L Darderi M Navone    | L Darderi M Navone    | 6           | 6           |  |  |                  | L Darderi M Navone    | L Darderi M Navone    | 3                     | 3                 |   |      |            |                               |                      |                            |            |   |     |        |        |        |        |        |  |
|  |             | T Macháč Z Zhang      | 62                    | 6           | [8]         |  |  | WC               | A Erler L Miedler     | A Erler L Miedler     | 6                     | 6                 |   |      |            |                               |                      |                            |            |   |     |        |        |        |        |        |  |
|  | WC          | A Erler L Miedler     | 7                     | 4           | [10]        |  |  |                  |                       |                       |                       |                   |   |      | WC         | A Erler L Miedler             | 1                    | 7                          | [13]       |   |     |        |        |        |        |        |  |
|  | 3           | H Heliövaara H Patten | H Heliövaara H Patten | 7           | 6           |  |  |                  |                       | 3                     | H Heliövaara H Patten | 6                 | 5 | [11] |            |                               |                      |                            |            |   |     |        |        |        |        |        |  |
|  |             | S Doumbia F Reboul    | S Doumbia F Reboul    | 65          | 3           |  |  | 3                | H Heliövaara H Patten | H Heliövaara H Patten | 6                     | 6                 |   |      |            |                               |                      |                            |            |   |     |        |        |        |        |        |  |
|  |             | A Behar R Galloway    | A Behar R Galloway    | 65          | 2           |  |  | Q                | L Klein J Kovalík     | L Klein J Kovalík     | 1                     | 4                 |   |      |            |                               |                      |                            |            |   |     |        |        |        |        |        |  |
|  | Q           | L Klein J Kovalík     | L Klein J Kovalík     | 7           | 6           |  |  |                  |                       |                       |                       |                   |   |      | WC         | Alexander Erler Lucas Miedler | 4                    | 6                          | [10]       |   |     |        |        |        |        |        |  |
|  |             | J Cash L Glasspool    | J Cash L Glasspool    | 63          | 63          |  |  |                  |                       |                       |                       |                   |   |      |            |                               |                      | Neal Skupski Michael Venus | 6          | 3 | [1] |        |        |        |        |        |  |
|  |             | M González A Molteni  | M González A Molteni  | 7           | 7           |  |  |                  | M González A Molteni  | 65                    | 7                     | [10]              |   |      |            |                               |                      |                            |            |   |     |        |        |        |        |        |  |
|  |             | S Gillé J Vliegen     | 2                     | 6           | [9]         |  |  | 4                | N Lammons J Withrow   | 7                     | 65                    | [8]               |   |      |            |                               |                      |                            |            |   |     |        |        |        |        |        |  |
|  | 4           | N Lammons J Withrow   | 6                     | 4           | [11]        |  |  |                  |                       |                       |                       |                   |   |      |            | M González A Molteni          | M González A Molteni | 67                         | 4          |   |     |        |        |        |        |        |  |
|  |             | R Matos M Melo        | R Matos M Melo        | 2           | 3           |  |  |                  |                       |                       | N Skupski M Venus     | N Skupski M Venus | 7 | 6    |            |                               |                      |                            |            |   |     |        |        |        |        |        |  |
|  |             | N Skupski M Venus     | N Skupski M Venus     | 6           | 6           |  |  |                  | N Skupski M Venus     | 67                    | 6                     | [10]              |   |      |            |                               |                      |                            |            |   |     |        |        |        |        |        |  |
|  | WC          | R Haase A Zverev      | 6                     | 5           | [5]         |  |  | 2                | R Bopanna M Ebden     | 7                     | 4                     | [8]               |   |      |            |                               |                      |                            |            |   |     |        |        |        |        |        |  |
|  | 2           | R Bopanna M Ebden     | 2                     | 7           | [10]        |  |  |                  |                       |                       |                       |                   |   |      |            |                               |                      |                            |            |   |     |        |        |        |        |        |  |

## Qualificazioni

### Teste di serie
1. Andreas Mies /  John-Patrick Smith (ultimo turno)

1. Sander Arends /  Luke Johnson (primo turno)

### Qualificati
1. Lukáš Klein /  Jozef Kovalík

### Tabellone
|  | Primo turno | Primo turno                     | Primo turno                     | Primo turno | Primo turno |  |  | Ultimo turno | Ultimo turno                    | Ultimo turno                    | Ultimo turno | Ultimo turno |  |
|  |             |                                 |                                 |             |             |  |  |              |                                 |                                 |              |              |  |
|  | 1           | Andreas Mies John-Patrick Smith | Andreas Mies John-Patrick Smith | 7           | 6           |  |  |              |                                 |                                 |              |              |  |
|  |             | Gonzalo Escobar Diego Hidalgo   | Gonzalo Escobar Diego Hidalgo   | 63          | 3           |  |  | 1            | Andreas Mies John-Patrick Smith | Andreas Mies John-Patrick Smith | 3            | 4            |  |
|  | WC          | Lukáš Klein Jozef Kovalík       | Lukáš Klein Jozef Kovalík       | 6           | 7           |  |  | WC           | Lukáš Klein Jozef Kovalík       | Lukáš Klein Jozef Kovalík       | 6            | 6            |  |
|  | 2           | Sander Arends Luke Johnson      | Sander Arends Luke Johnson      | 4           | 63          |  |  |              |                                 |                                 |              |              |  |